# Joseph Plassmann
Joseph Plassmann (* 24. Juni 1859 in Arnsberg; † 23. August 1940 in Münster) war ein deutscher Astronom. Er forschte v. a. über Veränderliche Sterne, schrieb aber auch weitverbreitete populärastronomische Bücher.

## Leben
Joseph Plassmann war als Professor für Astronomie in Münster tätig. Er ist das Kind von Ernst Plassmann (1820–1876), Jurist und Abgeordneter des Preußischen Abgeordnetenhauses, und Ottilie Sommer (1829–1900), der Tochter des Politikers und Juristen Johann Friedrich Joseph Sommer. Sein Bruder war Otto Plassmann (1861–1932), erster Oberbürgermeister von Paderborn. Verheiratet war er mit Maria Mittelviefhaus. Er hatte acht Kinder, unter anderem Clemens Plassmann und Joseph Otto Plassmann.
Joseph Plassmann studierte in Münster, Würzburg und Bonn Mathematik und Astronomie; seine Lehrer waren Eduard Heis in Münster und Eduard Schönfeld in Bonn. Während seines Studiums wurde er 1876 Mitglied der KDStV Markomannia Würzburg im CV. Zum Dr. phil. promovierte er 1904 in Bonn mit einer Arbeit über den Lichtwechsel des Granatsterns μ Cephei. Nach beendetem Studium war Plassmann als Lehrer an Gymnasien in Münster, Recklinghausen und Warendorf tätig; von 1898 bis 1924 dann am Paulinischen Gymnasium zu Münster. Ab 1899 war er Lektor für Astronomie an der damaligen Akademie zu Münster, ab 1913 ordentlicher Honorarprofessor für Astronomie an der Westfälischen Wilhelms-Universität in Münster; von 1921 bis 1930 auch Vorsteher der Universitätssternwarte zu Münster.
Neben einer Vielzahl von Veröffentlichungen über die Beobachtung veränderlicher Sterne schrieb Plassmann eine Reihe populärer Werke, von denen die Himmelskunde (1898, 2. und 3. Auflage 1913) das bekannteste ist. Plassmann war von 1906 bis 1936 Herausgeber der Zeitschrift Die Himmelswelt (Mitteilungen der Vereinigung von Freunden der Astronomie und kosmischen Physik), von 1909 bis 1921 Herausgeber des Jahrbuchs der (angewandten) Naturwissenschaften, und 1922 von Hevelius – Handbuch für Freunde der Astronomie und kosmischen Physik.